# John Mercer Brooke
Pour les articles homonymes, voir Brooke.
John Mercer Brooke (18 décembre 1826 - 14 décembre 1906) est un marin, ingénieur et scientifique américain. Innovateur marin et militaire de renom, il contribue à la création du premier câble transatlantique.

## Jeunesse
John M. Brooke naît à Fort Brooke (actuelle Tampa) en Floride. Il est lié au membre du Congrès John Francis Mercer. Son père est un officier de l'armée, le général George Mercer Brooke, mort à San Antonio, Texas. Il est parent du général Dabney Herndon Maury ainsi que du gouverneur de Virginie Robert Brooke.
Brooke est diplômé d'une des premières classes de l'Académie navale d'Annapolis et devient lieutenant de l'United States Navy en 1855. Il travaille de nombreuses années avec le commandant Matthew Fontaine Maury à l'Observatoire naval des États-Unis (USNO) où il cartographie les étoiles et aide à faire des sondages du fond de l'océan pour déterminer la forme du fond de la mer. Beaucoup croient à cette époque que le fond de la mer est plat, mais tous les sondages précédents jusqu'à une profondeur de 18 km ne peuvent trouver le fond de l'océan. Une partie de cet échec est due à de puissants et profonds courants sous-marins et à des rivières dans l'océan voyageant dans des directions différentes. Dans le cadre des difficultés relatives aux sondages, domaine dans lequel personne n'a fait quoi que ce soit de valeur à de grandes profondeurs, c'est l'échec de Maury avec un appareil unique de son invention qui donne à Brooke l'idée de faire des sondages de grande profondeur. Brooke perfectionne un « dispositif de sondage en eau profonde » (sondage à plomb perdu : un boulet de canon libère le lest quand il touche le fond), utilisé par la suite par les marines du monde entier jusqu'à ce que des équipements modernes les remplacent. Sous la direction de Maury, Brooke ajoute également un « dispositif de carottage » pour prélever des échantillons du matériau du fond de la mer.

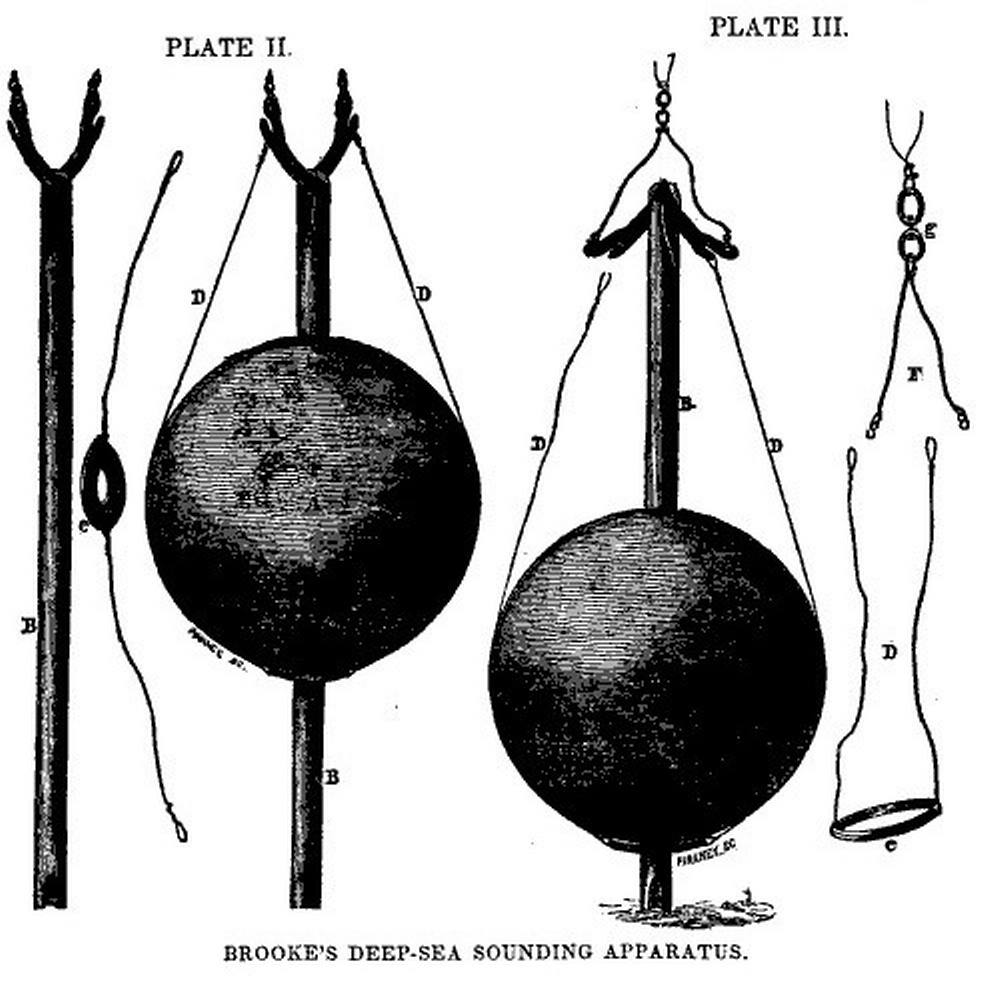
Appareil de sondage profond et de carottage en mer de Brooke

Le résultat est un boulet de canon dont le centre est traversé d'un tube revêtu à l'intérieur afin de ne pas contaminer les échantillons. En étudiant cette matière du fond marin avec son microscope, Maury voit quelque chose qui le fascine. Un échantillon est alors envoyé à Jacob Whitman Bailey de l'Académie militaire de West Point, qui répond en novembre 1853 :
« J'ai été très heureux de constater que « tous » ces sondages profonds sont remplis de coquilles microscopiques ; pas une particule de sable ou de gravier ne s'y trouve. Ils sont principalement constitués de parfaites petites coquilles (foraminifères) de calcaire et contiennent également un petit nombre de coquilles (diatomées) siliceuces . Il n'est pas probable que ces animaux vivent dans les profondeurs où ces coquilles sont trouvées, mais je pense plutôt qu'ils habitent les eaux proches de la surface, et quand ils meurent, leurs coquilles se déposent au fond. ».

## Télégraphe
Il apparaît en conséquence que la zone d'où proviennent les échantillons est le « plateau télégraphique » comme l'appelle Maury qui envoie des navires sonder ces profondeurs à des intervalles de deux cents miles de Terre-Neuve à l'Irlande. Maury trace ainsi la crête de la montagne sous-marine. Les organismes microscopiques laissés au fond de la mer sur ce « plateau télégraphique » sont profonds et doux de sorte que la région correspond à une longue chaîne de montagne et que le sommet de ces montagnes sous-marines est couvert d'un revêtement souple et solide constitué de ces organismes morts. Cela signifie que la zone est assez profonde pour qu'il soit impossible à une ancre du navire ou à un filet de n'importe quel bateau de pêche de l'atteindre. Le fait que ces micro-organismes soient dépourvus de traces d'abrasion signifie qu'il n'y a pas de forts courants dans cette région à cette profondeur. Peu de temps après la publication de ces résultats, Cyrus West Field écrit à Maury de l'USNO sur la faisabilité de la pose d'un câble transatlantique et reçoit une réponse positive plus tard, des détails en face à face. Cyrus contacte également Samuel Morse à propos de la possibilité de transmettre un courant électrique sur une distance sous-marine de 3 500 km. Une fois encore la réponse est positive et Field rend bientôt visite à Morse. Cyrus Field continue de communiquer avec ces deux hommes, Maury et Morse, recueille toutes les informations possibles et leur offre des actions dans sa grande aventure qui devient réalité en 1858 lorsque la reine d'Angleterre communique avec le président James Buchanan au moyen de l'alphabet Morse via le câble transatlantique,.
Si Brooke n'avait pas inventé son dispositif de carottage en eau profonde, le monde aurait dû attendre la cartographie des sols des fonds sous-marin et n'aurait pas eu de câbles transatlantiques sous-marins avant plusieurs générations.

## Fin de carrière
En tant qu'expert des sondages maritimes, il participe à des missions exploratoires dans le Pacifique. Il joue un rôle dans la formation et l'instruction des officiers de la marine japonaise naissante. Au Japon, il est conseiller technique à bord du navire à vapeur japonais Kanrin Maru et il aide celui-ci à se rendre aux États-Unis en février 1860. Il est accompagné de représentants japonais à bord du Powhatan.
Il contribue également à l'élaboration d'un nouveau canon rayé de la Marine appelé Brooke rifle (en).
En 1861, Brooke démissionne de l'U.S. Navy pour rejoindre la Marine des États confédérés d'Amérique. Il participe à la conversion de la frégate USS Merrimack qui devient le cuirassé CSS Virginie. En 1862, il est promu commandant et en 1863, chef du bureau de l'artillerie et de l'hydrographie de la marine confédérée jusqu'à la fin de la guerre. Il contribue à l'organisation et à l'établissement de l'Académie navale des États Confédérés.
Après la guerre il est professeur à l'Institut militaire de Virginie située à Lexington, Virginie où il prend sa retraite en 1899 et meurt en 1906.

## Vie privée
Les parents de John Mercer Brooke sont George Mercer Brooke, né en 1785 (Va.) et Lucy Thomas.
John Mercer Brooke épouse :
1. Mary Elizabeth Selden Garnett, née le 1er mars 1826. Ils ont une fille, Anna Maria Brooke, née le 12 décembre 1856 qui reste célibataire.
2. Catherine Carter "Kate" Corbin, veuve de Alexander Swift « Sandie » Pendleton tué le 22 septembre 1864.

John Mercer Brooke et Catherine Carter « Kate » Corbin de Moss Neck Manor (et veuve de Sandie Pendleton) se marient le 14 mars 1871 à St. George's Episcopal Church (Fredericksburg, Virginia). John et "Kate" ont trois enfants :
1. George Mercer Brooke II né le 17 mai 1875 (père de George Mercer Brooke, Jr.)
2. Rosa Johnston Brooke, née en 1876
3. Richard Corbin Brooke, né en 1878

John Mercer Brooke et Catherine Carter « Kate » Corbin-Pendelton-Brooke sont enterrés l'un à côté de l'autre au Stonewall Jackson Cemetery, Lexington, VA

## Honneur
La marine américaine honore sa carrière en donnant son nom au premier navire d'une nouvelle classe de destroyer d'escorte / navires de frégate rapide, le USS BROOKE - DEG-1 (plus tard rebaptisé FFG-1)

## Ouvrage
- John Mercer Brooke, Ironclads and Big Guns of the Confederacy : The Journal and Letters of John M. Brooke, Univ of South Carolina Press, 2002, 257 p. (ISBN 978-1-57003-418-3, lire en ligne).

## Source de la traduction
- (en) Cet article est partiellement ou en totalité issu de l’article de Wikipédia en anglais intitulé « John Mercer Brooke » (voir la liste des auteurs).